# ウェストンバート・ハウス

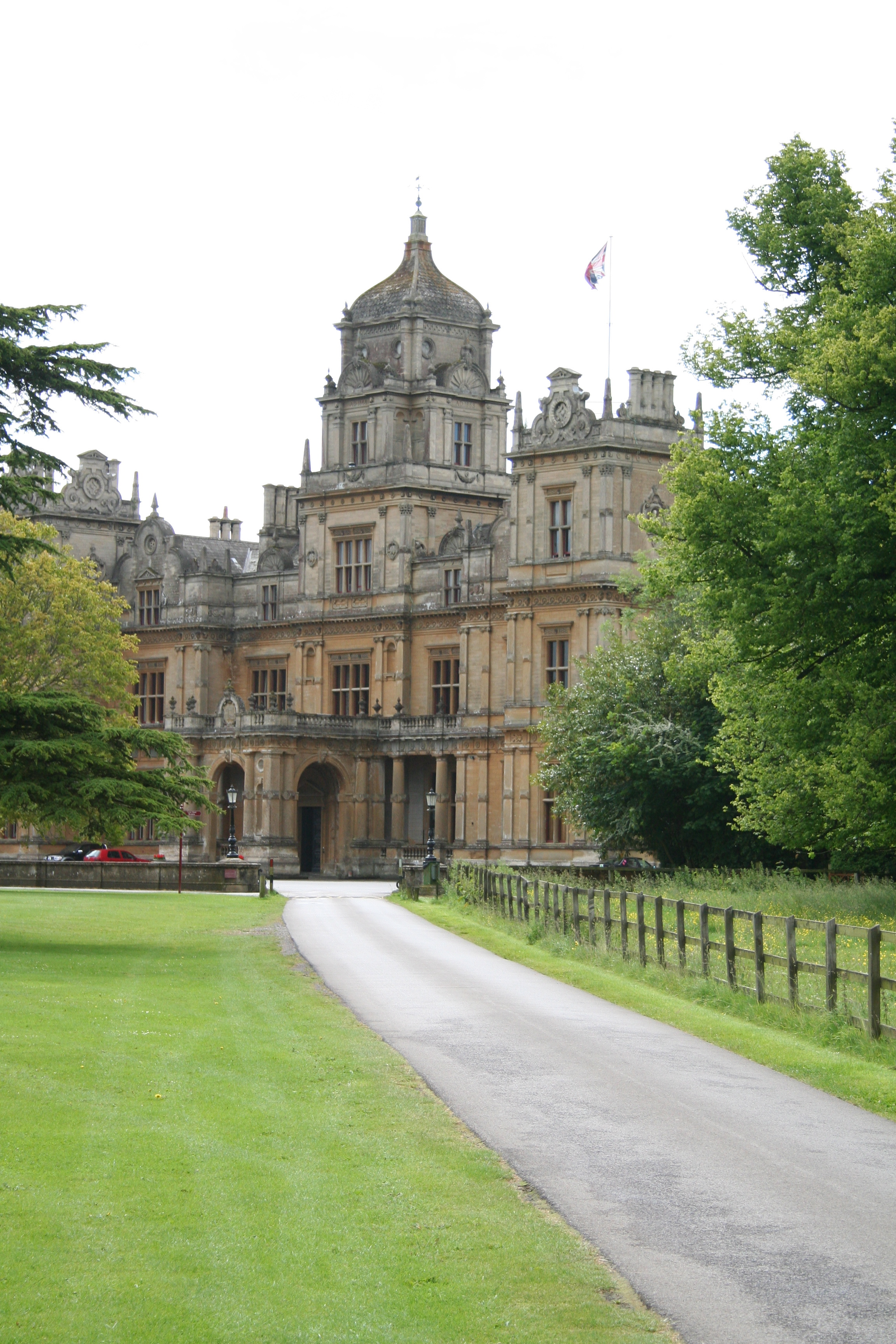
Westonbirt House in 2009.

ウェストンバート・ハウス (英: Westonbirt House) は、イギリス、グロスタシャー州にあるカントリー・ハウスである。1665年から1926年まで、ホルフォード家の所有であった。この敷地に最初に建てられた邸宅は、エリザベス朝のマナー・ハウスだった。その後ジョージア様式 (英語版) の邸宅として建て替えられ、それからロバート・ステイナー・ホルフォード (英語版) が1839年に承継し、1863年から1870年にかけてルイス・ヴァラミィ (英語版) 設計の、現存する邸宅に建て替えた 。邸宅は、壮大な規模の高品質な切石積みで建てられている。外装はエリザベス朝スタイルで、左右対称の主要区画と、非対称のウィングを備えていて、その中の一つにはコンサバトリー  がある。内装は見事な古典主義である。この邸宅は、ガス灯・セントラルヒーティング・耐火構造・鉄製屋根など、当時の最新技術が採用されていた。
ロバートは庭園の改装も行い、主要道路を動かし、村人達も移転させた。広大なテラスガーデン  が邸宅の周囲に作られ、19世紀の間に10万平方メートル (25エーカー) にわたって観葉植物が植栽された。
1928年以降この邸宅は、女子のボーディングスクールであるウェストンバート・スクール (英語版) として使われている  。特定の日には一般公開されており、庭園はより頻繁に公開されている。また、シヴィル・セレモニー  開催の許可を得ており、結婚式場としても使われる。 
ウェストンバート・ハウスは、現在イギリス指定建造物のグレードIに指定されている。

## 歴史

### ロバート・ステイナー・ホルフォード

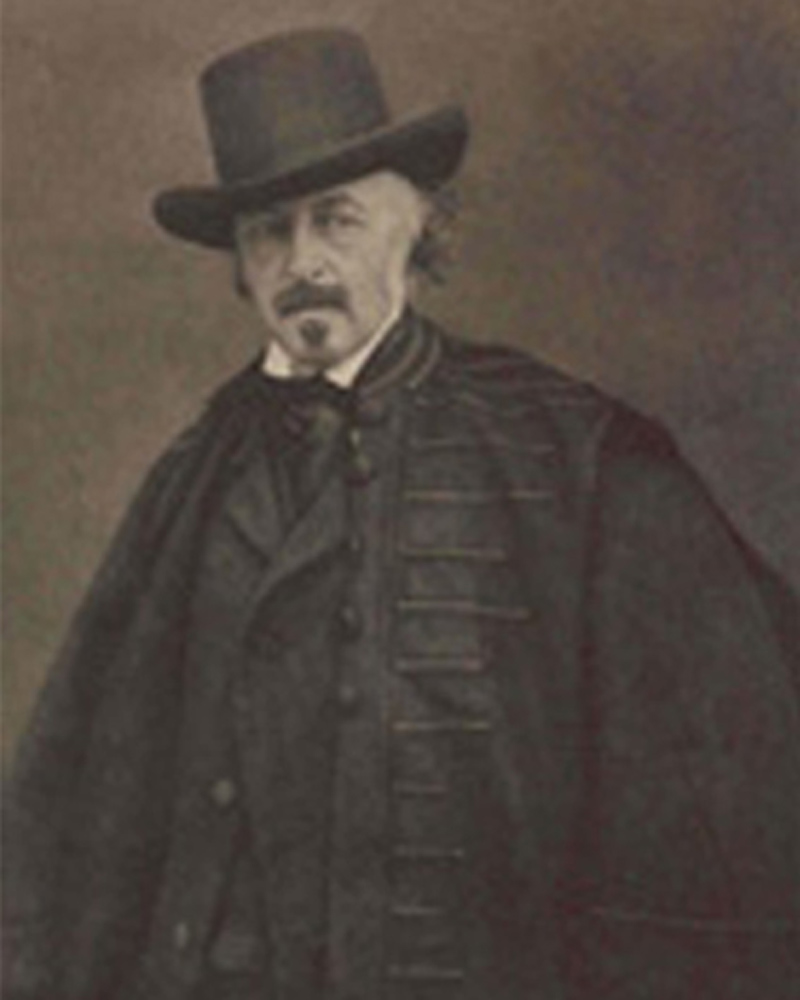
ロバート・ステイナー
・ホルフォード 1860年頃

ロバート・ステイナー・ホルフォードは1808年、ジョージ・ピーター・ホルフォードとアン・ホルフォードの子として生まれた。アンはアイルランド、ドニゴール県、リフォードのアヴェレル・ダニエル牧師の娘だった :219-20 。ロバートは夫妻の子供の唯一の男子で、3人の姉妹がいた。ジョージは弁護士で国会議員だった。彼はまた宗教やキリスト教に関係する書籍を執筆していた  。彼は父からウェストンバートの邸宅を引き継いだ。この家はもともと、エリザベス朝あるいはジェームズ1世の治世の初期に建てられていたマナー・ハウスだった 。この家はジョージによって1818年に取り壊され、1823年に新しい邸宅が建てられた  。
1829年、21歳の時にロバートはオックスフォード大学のオリオル・カレッジを卒業し、芸術学士の学位を授与された :208 。同年、邸宅周辺で樹木園 (Aboretum) の建設が始まり、彼はそのプロジェクトにおいて重要な役割を果たした。1838年、彼は叔父から100万ポンドを超える財産を相続した。翌年、彼の父が死去し、ウェストンバート・ハウスの所有者となった。彼は芸術と文学を心から愛していたが、彼はその巨万の富により今やその関心事に没頭することが可能だった。彼は、後に有名な"ホルフォード・コレクション" となる絵画と書籍の収集を始めた。ロバートは、このコレクションを収容するために、1851年から1853年にかけてロンドン、パークレーンにドーチェスター・ハウスを建設し、建築家としてルイス・ヴァラミィ (英語版) を採用した :250 。
この時期ロバートはグロスターとウィルツの治安判事 (Magistrate) となり、1843年にはウィルツの州長官  (High Sheriff) となった。1854年12月、彼は初めてグロスターシャー・イースト選出の国会議員となった  :208 。1854年8月、ロバートは46歳でメアリー・アン・リンゼイと結婚した。メアリーは25歳で、ジェームズ・リンゼイ中将の娘だった :248 。その後5年間でホルフォード夫妻は、マーガレット・イヴリン・アリスの3人の娘をもうけた。一家の財産の相続人となるジョージ (英語版) は、1860年にやっと生まれた。
1863年から1870年にかけて、ロバートは現在のウェストンバート・ハウスを建設した。それはヴィクトリア朝に建てられた、最も高価な邸宅の一つであると評された。ロバートは1872年に引退するまで国会議員の仕事を続けた  。彼はウェストンバート・ハウスと樹木園のために植物の収集を続け、ジョージもまた庭園や植物に関心を持って、父の収集の手伝いをした。
ロバートの引退後、夫妻はウェストンバート・ハウスとドーチェスター・ハウスの両方で時間を過ごした。1875年、フランスの外交官チャールズ・ガヤードはウェストンバートを訪問し、その体験を次のように語っている。
「この朝私には時間がなかった。時にはホルフォード夫人が、時にはイヴリンが私を邸宅の周りに連れ出した。邸宅はあなたが知っている何よりも壮大だった。そこにはホールがあり、それは3階建てのコンサバトリーで、ルイ14世の豪華な住居のようであった。邸宅の中で最も目を引く部屋は、ホルフォード夫人により奇妙で架空のペイントが施された部屋で、それは "ドラクロワの絵画とルーアンの陶器の間にある何か" だった。
昼食の後彼女たちは、私をポニーの小屋に連れて行った。美しい公園を横切り番人の小屋に向かった。巨大なコンサバトリーが見えた。その次に湖、そして一部はもともとそこにあり、残りは新しく持ち込まれたらしい、たくさんの岩。キジがたくさんいて、踏み付けそうだった。私たちはようやく番人のリーダーの小屋に着いた。30匹のスパニエル犬がその短い脚で私たちを喜ばせようと "ラビット・ダンス" を踊った。」
ウェストンバート・ハウスの庭園と樹木園は拡張を続け、1886年には「The Garden 」という著名な雑誌に大きく取り上げられた。「ホルフォード氏の目的は、混乱なく多様性を創造し、正しさに合わせるように常に考えられなければならない大邸宅周辺の美しい景観を損ねることなく、格式張っていない生き生きとしたものを創造することだった :157 。」
1892年2月、ロバートはドーチェスター・ハウスで死去した  。

### ジョージ・ホルフォード

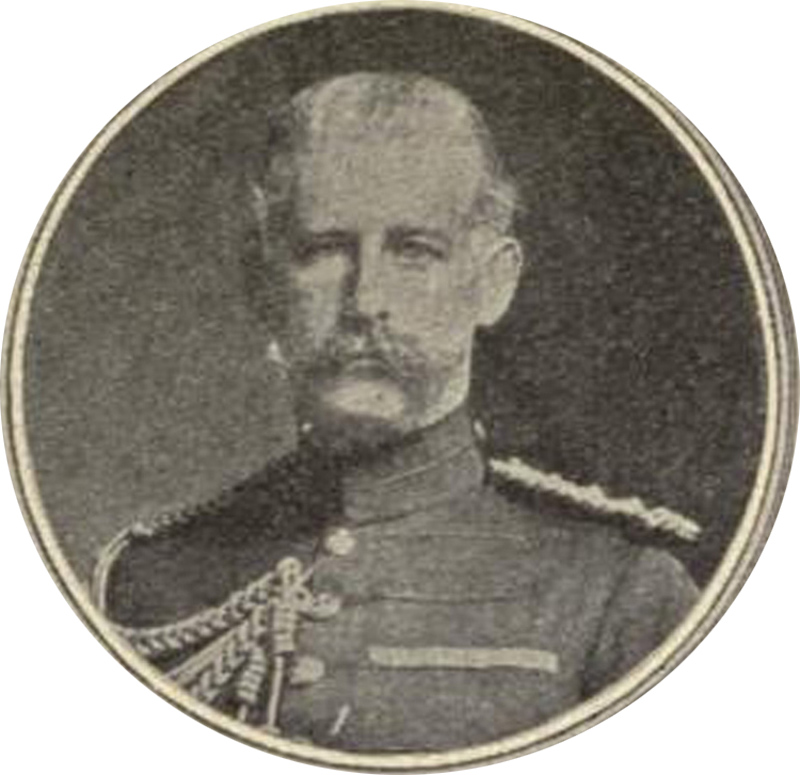
ジョージ・ホルフォード
1910年頃

ジョージ・ホルフォード (英語版) は、ロバートとメアリーの唯一の息子だった。1873年に彼はイートン・カレッジに行き、そこで4年間を過ごした。1880年、20歳の時にロバートは近衛騎兵連隊第一連隊の任務を得て、ほぼ30年間続けた。この間彼は、王族や王室の生活と密接に関係していた。1888年から1892年まで、クラレンス公アルバート王子の侍従 (equerry) だった。1892年からはエドワード皇太子 (後のエドワード7世) の侍従となった。1899年に第二次ボーア戦争が勃発するとすぐに、一時的に侍従の職を辞して、南アフリカの最前線にいた近衛騎兵連隊第一連隊に再入隊した。ジョージの出征は当時の出版物でも取り上げられ、その決定は賞賛された :70  。エドワード7世が亡くなったとき。ジョージはアレクサンドラ王妃の侍従 (equerry-in-waiting) で、またジョージ5世の特別侍従 (extra equerry) でもあった :15 。
1892年にロバートが亡くなり、ジョージはウェストンバート・ハウスと樹木園 (Aboretum) を承継した。彼はまたロンドンのドーチェスター・ハウスと、そこに所蔵されていた絵画や書籍のコレクションも受け継いだ。彼は父親ほど芸術や書籍に関心はなかったが、庭園やランに情熱を持っていたので、ウェストンバートで多くの時間を費やした:16 。タイムズ誌は次のようなコメントを掲載した。「彼は間違いなく当時最も成功したアマチュア庭師の一人である。またラン、アマリリスやジャワ産シャクナゲの栽培家としても有名で、彼の庭園やその周辺一帯は様々な味わいの包容性を示している。数多くの珍しい外国産の樹木の配置と、背景としての常緑樹の巧みな使い方、コッツウォルズのような寒冷地での避難所の提供を両立させることはなかなかできない。木々が混雑していることはなかった。それぞれがその形をはっきりと示していて、全てがよく手入れされていた。場所によっては、例えばノルウェイカエデと光沢のあるアトランティック・シダー (ヌマヒノキ) の組み合わせのように、調和と対比が巧みに使われた、落葉樹の秋らしい色彩が見られた:15 。」またカントリー・ライフ誌は、ウェストンバートの庭園と樹木園について、ジョージがそのオーナーであった1905年  :414-423と1907年 :911–917 に大きく取り上げた。庭園の美しさについて詳細に説明し、コメントを掲載した。「ホルフォード氏は彼の父と同様、変わらない志と伝統を持って仕事をし続け、ウェストンバートは今では先代の頃よりも、さらに豪華でさらに美しくなっている。庭園の植栽は、一つの季節だけにその効果をもたらすのではなく、年間を通して常に美しくあるために行われている :911-2 。」

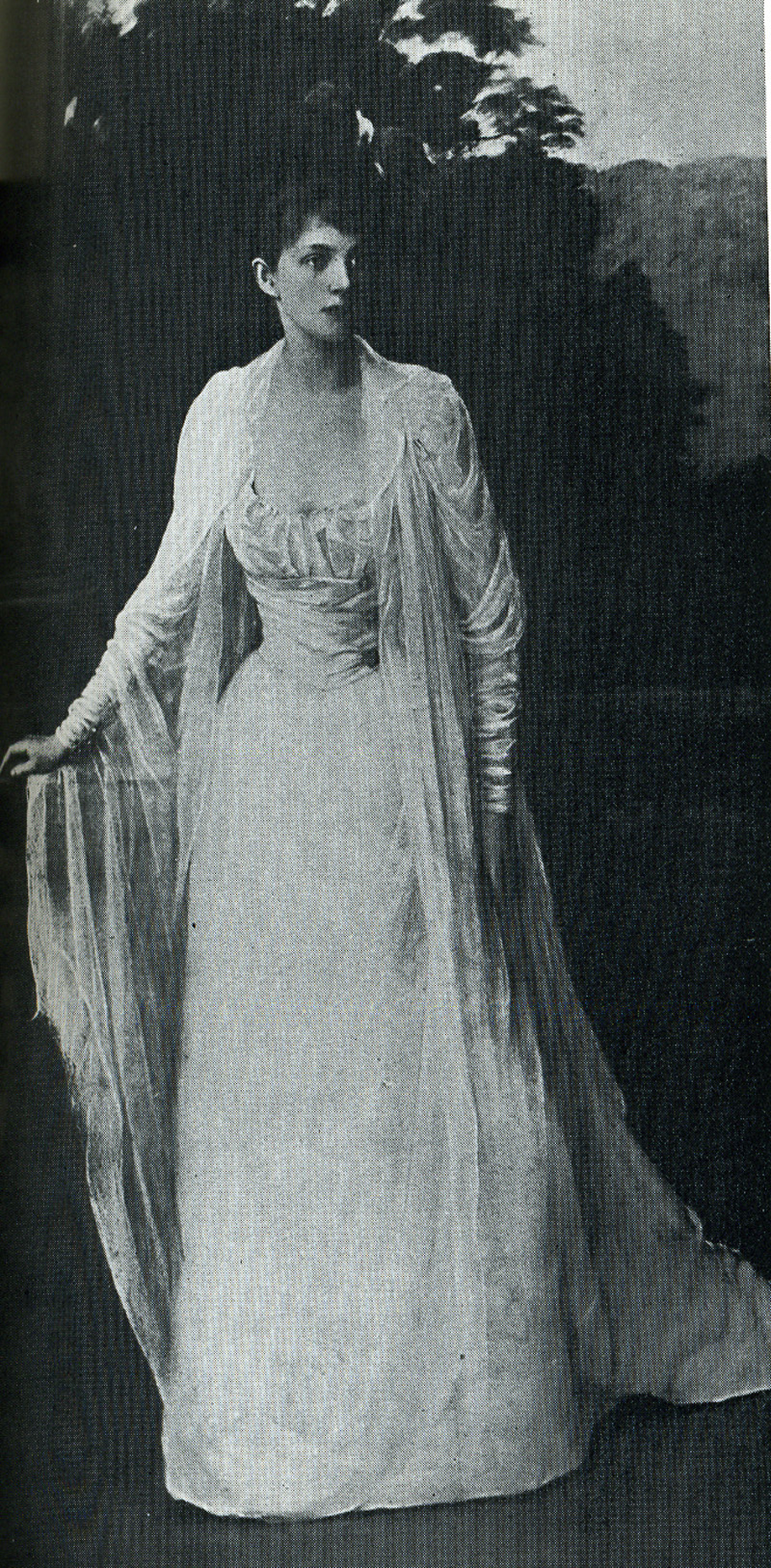
スザンナ・ホルフォード
1890年頃

ジョージはいつも結婚には格好の独身男 (eligible bachelor) だと考えられていたが、晩年まで結婚せず、子供もいなかった。1912年、彼は1年前に未亡人になったばかりのスザンナ・メンジーズ (英語版) と、セント・ジェームズ宮殿の王室礼拝堂で結婚した。ジョージは52歳、スザンナは48歳であった。スザンナは、アーサー・ウィルソンとその妻メアリーの長子だった。ウィルソン家は、1840年にスザンナの祖父トマスが創設した海運会社ウィルソン・シッピング・ラインで財を成した、非常に裕福な家庭だった :10 。結婚式にはジョージ5世、メアリー王妃、アレクサンドラ王太后、ヴィクトリア王女が参列した :9 。2人に子供はいなかったが、ジョージはサンドラの3人の大きな息子達を、愛情を持って自分の子供と考えたようである。彼らは頻繁にウェストンバートに滞在し、その中の1人スチュアート・メンジーズは、ロンドンの居宅としてドーチェスター・ハウスを使うことを許された。また、ジョージは遺言で彼らに金を残した :157 。
1926年、ジョージ・ホルフォードは肺気腫でしばらく苦しんだ後に亡くなった :156 。彼には相続人がいなかったので、その財産は彼の父ロバートの意向に従い、彼の血縁者に承継された。不動産の主要部分は、ジョージの甥、第4代モーリー伯爵エドムンド・パーカー (英語版) の手に渡った  。しかしながらスザンナは、ジョージが宝飾品や家具などの個人的な財産や、当時としてはとても大金であった年間1万ポンドの年金を残していたことで、生活は十分に恵まれていた:157 。
スザンナは、1927年にモーリー伯によって売却されるまで、ウェストンバートにいた。その後ロンドンに移住し、1940年までメイフェアのアッパー・ブルック・ストリートにある非常に豪華なタウンハウスに住んだ。その後彼女は、ウォキング近辺の今日まで現存しているダセットと呼ばれる大邸宅に移った。1943年、80歳のとき彼女はダセットで亡くなり、ブルックウッド墓地に埋葬された 。1943年12月30日にロンドンのノース・アドレー・ストリートにあるセント・マークス教会で、そしてその数日後ウェストンバート教会で、彼女のための記念礼拝が執り行われた  。

### ウェストンバート・スクール
1927年、ウェストンバート・ハウスは、マーターズ・メモリアル・アンド・チャーチ・オブ・イングランド・トラスト (Martyrs' Memorial and Church of England Trust、殉教者記念イングランド国教会信託) により買収された後改装され、翌1928年、11歳から18歳までの女子のボーディングスクールであるウェストンバート・スクール (英語版) として開校した。220名の生徒の3分の2は寮生、3分の1は通学生で、全員4つある寮の何れかに所属している。寮のうち2つには、ロバート・ステイナー・ホルフォードにちなんだ「ロバート」、ロバートが所有していたカントリー・ハウス、ドーチェスター・ハウスにちなんだ「ドーチェスター」という名が与えられている。

## 樹木園

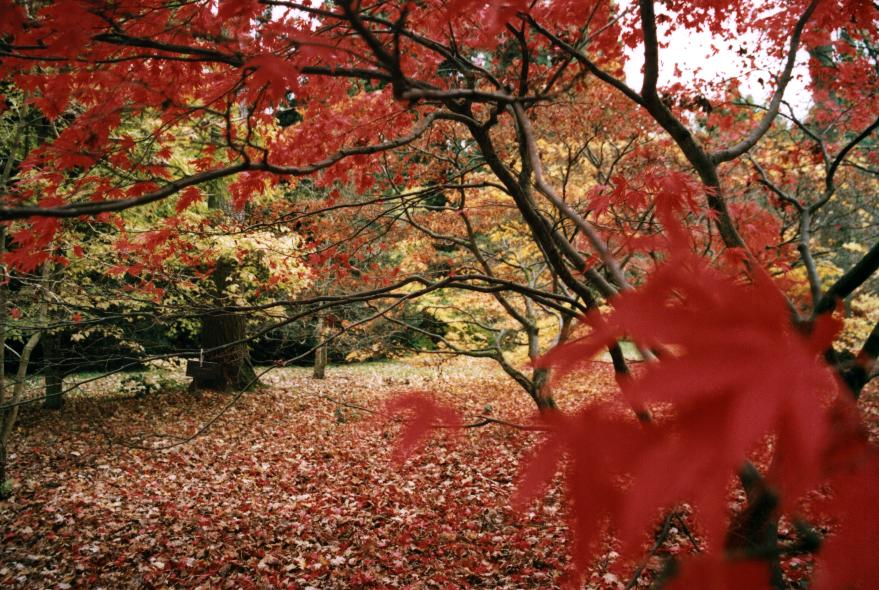
秋のウェストンバート樹木園

ロバート・ステイナー・ホルフォードは、ウェストンバートの再建者であり、邸宅から1マイル離れた道路の向かいにかつてあった、ローカル・コモンズ (共有財産) であるチョーク (石灰岩) の上に樹木園 (Westonbirt Arboretum) (英語版) を作った創立者である。この樹木園はその後数年間にわたって、彼と彼の息子ジョージにより開発された。ジョージには子供がいなかったので、邸宅と樹木園はジョージの姉の子供、第4代モーリー伯爵に承継され、伯爵は1927年に邸宅を売却した。樹木園は1956年、国家に寄贈された  。樹木園は2017年現在、イギリス森林保護委員会 (Forestry Commission) により管理されていて、イギリスで最も重要で広く知られた樹木園であると考えられている。